# Vi de missa

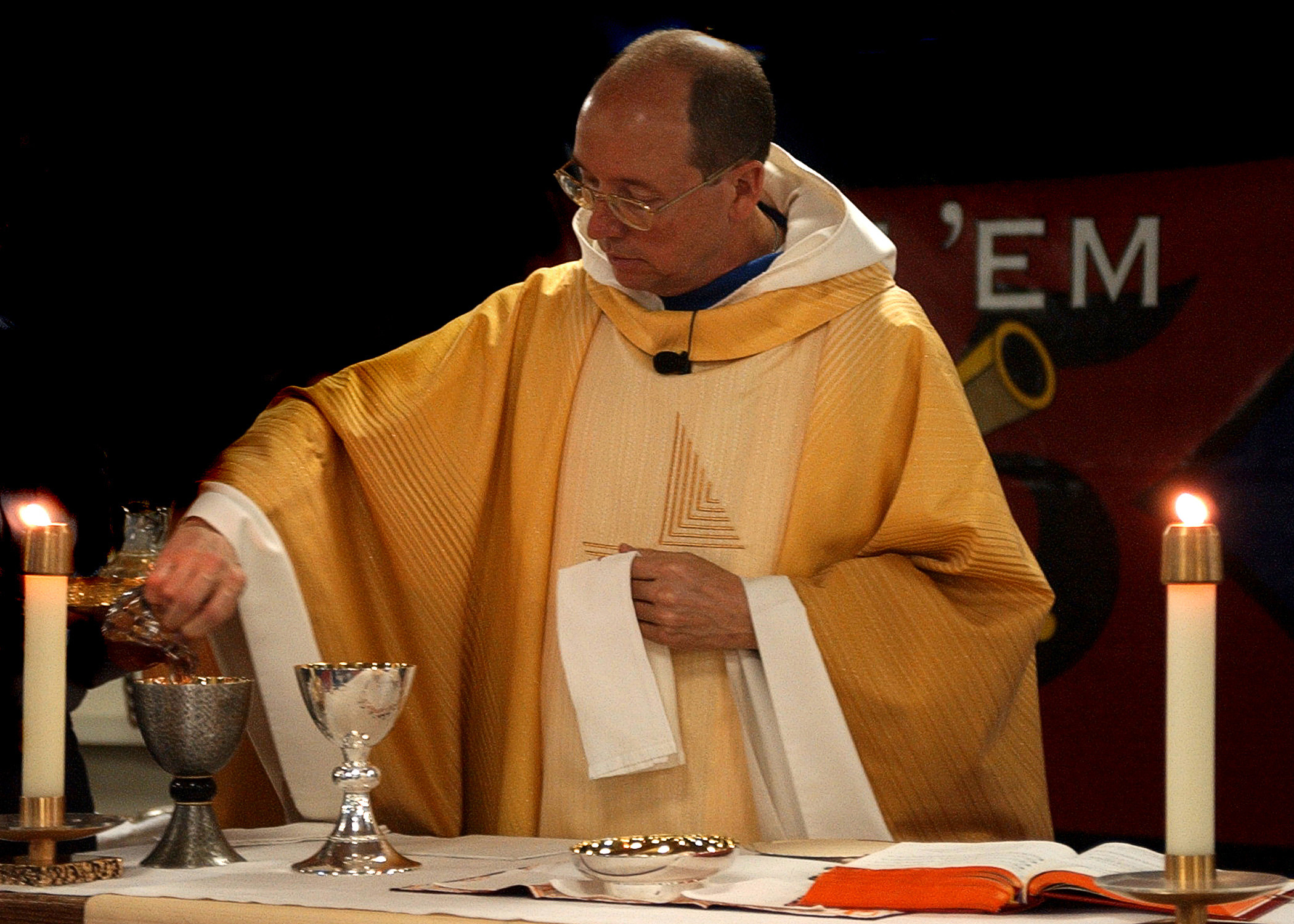
El tinent-capellà John Burnette serveix el vi de missa en la celebració de la missa del Dissabte Sant, al castell de proa del portaavions nord-americà USS Harry S. Truman, després de quatre mesos de missió en el golf Pèrsic, el 26 de març de 2005.

El vi de missa, vi de consagrar o vi de comunió és el vi utilitzat en les litúrgies cristianes i, en particular, en la missa.

## Significat litúrgic
Al moment de la consagració, el dogma (del grec δόγμα: «doctrina» o «precepte») catòlic afirma que el vi de missa es converteix realment en sang. A aquest fenomen se l'anomena transsubstanciació (transformació d'una substància, el vi, en una altra, la sang de Crist, perdurant els accidents del vi: el seu color, forma, quantitat, gust, olor...).

## Tipus de vi utilitzat
«El vi per a la celebració eucarística ha de ser "del producte de la vinya" (Cf. Lc 22, 18), natural i pur, és a dir, no barrejat amb substàncies estranyes.» (Instrucció General del Missal Romà, 322). Habitualment, porten en la seva etiqueta la llegenda «Apte per a la Santa Missa». Les normes d'elaboració del vi de missa al món catòlic s'establiren en els concilis de Florència i de Trento.
En cas d'urgència, es pot utilitzat un altre vi, sempre que sigui de bona qualitat, la qual cosa expressa la dignitat que té el culte litúrgic.
Alguns exemples de vins tradicionalment usats per a la missa són els següents:
- Moscatell
- Mistela
- Tarragona
- Terra Alta